# Tudor Deliu
Tudor Deliu (n. 29 octombrie 1955, Malcoci, raionul Ialoveni, RSS Moldovenească, URSS – d. 4 august 2023, Chișinău, Republica Moldova) a fost un politician, profesor, conferențiar universitar și lector din Republica Moldova, deputat în Parlamentul Republicii Moldova începând cu anul 2010, pe listele Partidului Liberal Democrat din Moldova, exercitând funcțiile de președinte al fracțiunii parlamentare a PLDM și secretar al „Comisiei parlamentare juridică, numiri și imunități”.

## Activitate profesională
În perioada 1990-1994, Deliu a fost primar al satului Răzeni din raionul Ialoveni.

## Activitate politică
Deliu a luptat în Conflictul din Transnistria. 
Tudor Deliu a fost primul președinte al mișcării social-politice „Pentru Neam și Țară”, din 5 mai 2007 până în vara anului 2008, atunci când formațiunea a aderat la Partidul Liberal Democrat din Moldova. Ulterior, Tudor Deliu s-a regăsit pe listele electorale ale PLDM, dar mișcarea a continuat să activeze.
În 2014 a fost inclus pe poziția 52 în „TOP 100 cei mai influenți politicieni ai lunii noiembrie 2014” (din Republica Moldova) în versiunea Institutului de Analiză și Consultanță Politică „POLITICON”.
La 9 septembrie 2018, în cadrul Congresului al VII-lea al Partidului Liberal Democrat din Moldova, Tudor Deliu a fost ales noul președinte al formațiunii, funcție pe care a îndeplinit-o până la data de 16 august 2020 când fost reales la conducerea formațiunii Vlad Filat.
Tudor Deliu a participat din partea Partidului Liberal Democrat din Moldova la alegerile prezidențiale din 1 noiembrie 2020,  acumulând 1,37 % din sufragii (18486 voturi).
Deliu a declarat că susține unirea Republicii Moldova cu România.

## Viață personală
A fost microbist, a jucat fotbal și chiar a antrenat o echipă locală. Era căsătorit. În afară de limba română a vorbit franceza și rusa.
Tudor Deliu a fost veteran al conflictului armat din stânga Nistrului, unde a fost Șef al Statului Major de Carabinieri.
Tudor Deliu a decedat la 4 august 2023 din cauza unei boli. 